# Pusté Čemerné
Pusté Čemerné és un poble i municipi d'Eslovàquia. Es troba a la regió de Košice, a l'est del país.

## Història
La primera referència escrita de la vila data del 1254.

## Demografia
| Godina             | 1994 | 2004   | 2014   | 2024   |
| ------------------ | ---- | ------ | ------ | ------ |
| Nombre de persones | 374  | 372    | 352    | 374    |
| Diferència         |      | −0,53% | −5,37% | +6,25% |

| Godina             | 2023 | 2024   |
| ------------------ | ---- | ------ |
| Nombre de persones | 364  | 374    |
| Diferència         |      | +2,74% |